# Battersea Railway Bridge
Die Battersea Railway Bridge (offiziell Cremorne Bridge, ursprünglich Battersea New Bridge) ist eine Eisenbahnbrücke über den Fluss Themse in London. Sie wird von der zweigleisigen West London Line benutzt, welche  das Stadtzentrum westlich umfährt und dabei die Clapham Junction und Willesden Junction verbindet.
Die Brücke ist 220 Meter lang, zusammen mit den Viadukten an beiden Flussufern 387 Meter. Die Hauptbrücke besteht aus fünf schmiedeeisernen Bögen, die auf Mauerwerkspfeilern ruhen. Einer der Viaduktbögen auf der Nordseite wurde durchbrochen, um den Fußweg entlang des Flusses durch die Brücke zu führen.
Verantwortlich für den Bau war der Chefingenieur der Bahngesellschaft, William Baker. Die Baukosten betrugen £104.000. Die Brücke wurde im Mai 1863 durch die London and North Western Railway in Betrieb genommen. Zu Beginn wurde die Brücke lediglich von Güterzügen genutzt, erst seit 1904 verkehren auch Reisezüge über die Brücke. 1969 und 1992 wurde die Brücke verstärkt. Sie gilt heute als Flaschenhals im Bahnverkehr, da die Höchstgeschwindigkeit der Züge auf 25 km/h begrenzt ist.
Unmittelbar neben der Battersea Railway Bridge ist der Bau einer Fußgängerbrücke mit dem Namen Jubilee Bridge geplant.